# Rygchium taiwanus
Rygchium taiwanus är en stekelart som beskrevs av Jinhaku Sonan 1937. Rygchium taiwanus ingår i släktet Rygchium och familjen Eumenidae. Inga underarter finns listade i Catalogue of Life.